# Пань Юйлян
Пань Юйлян (кит. 潘玉良; 14 июня 1895 — 22 июля 1977) — китайская художница-импрессионистка XX века.

## Биография
Происходила из бедной семьи Чжан. Родилась в Янчжоу (провинция Цзянсу). Рано осиротев, с 8-летнего возраста воспитывалась в семье дяди со стороны матери, в 14 лет была продана им в публичный дом. Юйлян неоднократно пыталась убежать оттуда или покончить с собой.
В 1912 году её выкупил оттуда Пань Цзаньхуа, комиссар таможни в Тунчэне, сделав Юйлян своей второй женой. Пань Цзаньхуа учился  в Японии и был членом Союзной лиги, предшественницы Гоминьдана. В 1913 году Пань Цзаньхуа и Чжан Юйлян поженились. Юйлян взяла фамилию мужа и в знак признательности и уважения носила её до конца жизни. Цзаньхуа выявил способности Юйлян к живописи.
Уехав в южную провинцию Юньнань в длительную командировку, он поручил своему другу-художнику опекать свою молодую жену. У него девушка начала учиться живописи и в 1918 году смогла поступить в Шанхайский институт изобразительных искусств. Должность ректора в то время занимал художник Лю Хайсу, сторонник идеи освоения стилей европейских художников. Он ввёл в программу обучения студентов занятия на пленэре. В его студии ученики рисовали также и обнажённую натуру. Это вызвало громкий скандал, Лю получил прозвище «предатель искусства», а его студию разогнали. Лю любил своих учеников и продолжал следить за их судьбой, благодаря ему Пань Юйлян получила государственную стипендию для обучения во Франции. В 1921 году она отправилась в эту страну, где училась в художественных академиях Лиона и Парижа.
В 1925 году, окончив курс с отличием, она получила грант и отправилась стажироваться в Римскую императорскую художественную академию. Денег, которые посылал ей муж, хватало на путешествия по Европе, где художница изучала работы классиков. Однако вскоре Пань Цзаньхуа потерял работу, вследствие чего Юйлян лишилась материальной помощи с его стороны мужа и жила с этого момента только на крошечную стипендию, на занятиях чуть не падая в обморок от голода. Тем не менее она продолжала работать и участвовать в выставках. Весной 1925 года, когда преподаватели и сокурсники уже начали собирать деньги по подписке, чтобы поддержать её, к ней пришёл успех: её картина «Обнажённая» заняла третье место на Евразийской выставке современной живописи. Премия составила 5000 лир. В 1926 году её работа «Купальщицы» удостоилась высшей награды на Международной художественной выставке в Риме.
В 1927 году Пань Юйлян вернулась в Китай. С 1929 года состоялось 5 её персональных выставок. Она стала первой современной китайской художницей, удостоенной персональной выставки.
В своих работах она использовала опыт, накопленный в Европе; её стиль сложился под влиянием импрессионистов и фовистов. Это было новым направлением в искусстве, поэтому художница подверглась критике со стороны традиционалистов. Не нашла она понимания и у широкой публики, которая не привыкла видеть на полотнах обнажённую женскую натуру. Ей припомнили и её прошлое, отметив: «Проститутка не должна пачкать башню из слоновой кости».
В 1937 году художница оставила Китай и переехала во Францию, где с успехом продолжала творить. Умерла в 1977 году, была похоронена во Франции. Её 4000 картин и рисунков после её смерти были перевезены в столицу провинции Аньхой — Хэфэй, где хранятся до сих пор.